# 種姫
種姫（たねひめ、明和2年7月5日（1765年8月21日） - 寛政6年1月8日（1794年2月7日））は、江戸時代後期の女性。紀州藩主徳川治宝の正室。田安徳川家当主徳川宗武の七女で、将軍徳川家治の養女。

## 生涯
江戸の田安屋敷にて誕生した。生母は香詮院殿（山村氏）。明和8年（1771年）、父・宗武が死去する。
安永4年（1775年）11月、第10代将軍家治の養女となり、江戸城大奥に入る。11歳で将軍家養女となった種姫であるが、しばらく縁組の形跡がなく、3歳年上の将軍世子・家基の正室にと意図されていたのではないかともされている。
天明2年（1782年）2月7日、18歳で紀州藩主嗣子の岩千代（治宝）と縁組する。岩千代は種姫の6歳下の12歳で、翌3月に元服した。天明3年（1783年）4月15日、結納を交わす。
天明6年（1786年）、養父・家治が死去し、家治の養嗣子で義弟の家斉が第11代将軍となる。また、天明7年（1787年）、実兄（同母兄）である松平定信が老中となる。
天明7年（1787年）11月27日、23歳で紀州藩赤坂上屋敷の御守殿に入輿し、17歳の治宝と結婚した。将軍家姫君の入輿は、第8代将軍吉宗養女・利根姫以来50年ぶりで、豪華な婚礼行列の様子は狩野養和筆の婚礼行列図（東京国立博物館蔵）に描かれている。しかし、この婚礼に当たって、紀州藩士は6年間の半知（俸禄の半減）を申し渡されて生活に困った。その上、種姫に付き従って大奥から来た女中たちは紀州藩邸内での生活に不満を漏らし、藩士の反感を買ったようである。
寛政6年（1794年）1月に死去した。享年30。法名は貞恭院。埋葬は紀州家の願いにより和歌山の長保寺となり、5月5日江戸を発棺し、5月27日に到着、同日葬られた。